# تپه اسپیان
تپه اسپیان مربوط به سده‌های اولیه اسلامی - سده ۴ - ۷ ق است و در شهرستان درگز واقع شده و این اثر در تاریخ ۱۳ بهمن ۱۳۸۸ با شمارهٔ ثبت ۲۹۰۴۹ به‌عنوان یکی از آثار ملی ایران به ثبت رسیده‌است.